# Воскресенский, Евгений Александрович
Евгений Александрович Воскресенский (наст. фамилия — Бондаренко, род. 12 августа 1959, Челябинск) — советский и российский актёр театра и кино, актёр комедийного жанра, телеведущий, член Союза кинематографистов.

## Биография
Евгений Александрович Воскресенский родился 12 августа 1959 года в Челябинске. Отец Александр Степанович Бондаренко окончил Харьковскую военную академию, после демобилизации работал геологом. Мать Ирина Николаевна Щербакова окончила Казанский педагогический институт, педагог русского языка и литературы.
В 1986 году окончил Высшее театральное училище имени Б. В. Щукина.
С 1986 по 1992 год работал в Театре им. Станиславского. По воскресеньям играл в сказках, из этого его псевдоним и сложился.
В кино дебютировал в фильме Эльдара Рязанова «Забытая мелодия для флейты», в запоминающейся эпизодической роли студента-вымогателя, «борца за нравственность». Вместе с Игорем Угольниковым вёл передачу на ТВ «Оба-на!» (1990—1992), а также в телепередачах кабаре «ВСЕ Звёзды» (1994), «Раз в неделю» (1995), «Звёзды говорят», «Евгести» (1995—1998). Много снимался в рекламе.
В 1999 году Воскресенского заметил режиссёр сериала «Что сказал покойник?» Игорь Масленников. После этой работы его стали часто приглашать на различные комедийные роли в кино и сериалы.

## Признание и награды
- Лауреат VI Московского международного фестиваля рекламы в номинации «Рекламный видеообраз» (Россия, Москва, 1996).
- Лауреат VIII Международного кинофестиваля «Кинолетопись» (Украина, Киев, 2009) за исполнение роли Н. В. Гоголя в художественно-документальном фильме «Гоголь. Прощальная повесть».
- Лауреат III Международного фестиваля искусств «Карот» (Армения, Ереван, 2010)

## Фильмография
- 1987 — Забытая мелодия для флейты — Кирилл, племянник Суровой
- 1987 — Загадочный наследник — «Провокатор»
- 1992 — Как живёте, караси? — Саша
- 1993 — Американский дедушка — гробовщик
- 1997 — Экзамен (ролики для компьютерного учебника «История России. XX век») — профессор
- 1999 — Поворот ключа — ветеринар
- 1999 — Старые клячи — агент по продаже недвижимости
- 1999 — Танго со смертью
- 1999 — Что сказал покойник — Хромой
- 2000 — Ландыш серебристый — журналист
- 2001 — Курортный роман («Последнее искушение») — Виктор Михайлович
- 2001 — Медики — Коткин
- 2001 — Сыщики («Раскаявшиеся грешники»)
- 2002 — Александр Пушкин
- 2002—2003 — Дружная семейка — частный детектив (15 серия)
- 2003 — Криминальное танго — врач
- 2003 — Шик — отец Геки
- 2004 — Бальзаковский возраст, или Все мужики сво... — Потап, мужчина Юли
- 2004 — Дзисай
- 2004 — Ландыш серебристый 2 — журналист
- 2004 — Не в деньгах счастье — Аркаша
- 2004 — Парижская любовь Кости Гуманкова — Букин
- 2004 — Тимур и его коммандос — Кеша «Башка», коммандос
- 2004 — Вызов — психиатр
- 2005 — Бальзаковский возраст 2 — Потап, мужчина Юли
- 2005 — Игра мимо нот — Вася Уткин («Патефон»)
- 2005 — Нечаянная радость — художник
- 2005 — Продается детектор лжи — Николай Николаевич Лебедев, гипнотизер
- 2005 — Роман ужасов — батюшка
- 2005 — Семь раз отмерь
- 2006 — Андерсен. Жизнь без любви — Мольтон
- 2006 — Рекламная пауза — начальник отдела сбыта
- 2006 — Русское средство — Пафнутич
- 2006 — Сыщики 5 — Строков
- 2007 — Бой с тенью 2: Реванш — эпизод
- 2007 — Давай поиграем (Украина) — бандит «Синий»
- 2007 — Кровавая Мэри — Суслов
- 2007 — Приключения солдата Ивана Чонкина — Волков, счетовод
- 2008 — Гаишники — Вольдемар
- 2008 — Короли игры — Борис Юрьевич Юраков, учитель физики
- 2008 — Очень русский детектив — фокусник
- 2009 — Весёлая вдова (Литва, Украина)
- 2009 — Красиво жить не запретишь
- 2009 — Папины дочки — модельер, сосед Маши (244) / продюсер, предложивший Маше озвучить в зарубежном фильме роль девушки Бонда (397)
- 2010 — Иванов — Егорушка
- 2010 — Как я встретил вашу маму — Георгий Александрович Сапрыкин
- 2010 — Даёшь молодёжь — преподаватель истории
- 2011 — Амазонки — Сергей Сергеевич Перепёлкин, психбольной
- 2011 — Метод Лавровой — Семён Антонович Булкин, главврач психбольницы
- 2011 — All inclusive, или Всё включено — врач-психиатр
- 2011 — Новости — нумизмат
- 2011 — Светофор — Ефим Викторович, диетолог
- 2012 — Дневник доктора Зайцевой — Эдуард Семенович Сосновский, художник
- 2012 — Новогодний переполох — Лев Алексеевич
- 2012 — Убить Дрозда — ведущий аукциона
- 2013 — Третий звонок — Константин Сергеевич, режиссёр театра
- 2013 — Страна хороших деточек — часовщик
- 2015 — Двенадцать месяцев. Новая сказка — Якоб, королевский советник
- 2016 — Беглые родственники — брат Бориса

## Озвучивание
- 2004 — Столичный сувенир — папа Павлика
- 2006 — Чемоданы Тульса Люпера | The Tulse Luper Suitcases. Russian Version (Венгрия, Германия, Испания, Италия, Люксембург, Нидерланды, Россия) — Тульс Люпер
- 2008 — Приключения Алёнушки и Ерёмы — рыцарь
- 2009 — Новые приключения Алёнушки и Ерёмы — рыцарь

## Работы на телевидении
- Веселые ребята — под настоящей фамилией (Бондаренко)
- Оба-на! — соведущий; дирижёр; Сальеркинд; алкоголик (серия роликов «На троих»; пародия на «Поле чудес»); князь (пародия на «До и после полуночи»); Лермонтов; ниндзя; учёный-культуролог Евгений Александрович Воскресенский; биатлонист; хоккеист на скамейке запасных; рыболов; шпион; ангел; вшивый интеллигент; мать; пионер; сумасшедший; голодающий; Нонна; Александр Малинин; контактёр с инопланетянами; пугало от Зайцева; работник магазина; поэт
- кабаре «ВСЕ Звёзды»
- Раз в неделю — независимый учёный Никита Лиходеев[3]; ведущий рубрики «Спальня»
- Кышкин дом — молодой талантливый актёр[4]; писатель Виктор Михайлович Одышкин[5]; маньяк
- «Звёзды говорят»
- «С праздничком!» — Хозяин[6]
- Евгеник и... — ведущий; доктор естествопытания У. О. Лазарет[7]; знахарка Нина Васильевна[8]
- Утренний экспресс — ведущий рубрик «Евгести» (пародийные новости) и «Евгенизмы» (афоризмы)